# Williams Mercury Racer
Dimensions
Le Williams Mercury Racer ou Williams "Mercury" Racer NR1-E ou Mercury I ou  American Mercury est un hydravion de course des années 1920 fabriqué aux États-Unis pour participer à la Coupe Schneider de 1929.

## Conception et développement
Après l'échec du racer biplan Kirkham-Williams lors de la Coupe Schneider de 1927, les Américains effectuèrent une autre tentative pour la course de 1929 qui devait se tenir à Calshot en Grande-Bretagne.
Le biplan originel fut entièrement redessiné pour une version monoplan à aile médiane et fut baptisé "Mercury I". Le moteur Packard X-2775 encore plus puissant que sur la version de 1927 produisait 1500 ch.
Le travail fut effectué dans le plus grand secret par la Naval Aircraft Factory à Philadelphie. Le pilote Alford J. Williams occupait encore une place de premier plan dans ce projet. Un grand soin fut pris pour l'aérodynamique du racer qui utilisait les données des tests en tunnel réalisés avec des modèles à l'échelle 1. Le résultat donna un avion particulièrement élégant. Williams effectua le test de vol initial avec le moteur du biplan près du Santee Wharf de l'Académie militaire d'Annapolis.
Les deux flotteurs profondément enfoncés dans l'eau et le couple important du gros moteur Packard avaient tendance à faire entrer l'aile gauche dans l'eau. L'avion ne parvint pas à décoller car le gouvernail et les ailerons produisaient trop de traînée pour garder l'avion sur une trajectoire rectiligne. L'avion était également freiné par des gerbes d'eau qui frappaient l'hélice et le fuselage. Le Mercury réussit finalement à faire un petit saut, mais à cause d'une chute de pression de carburant il dut atterrir à nouveau sur l'eau, entraînant une avarie de l'hélice. Malgré ces problèmes, le Mercury était un avion très prometteur et la déception du groupe et de Williams fut immense lorsque l'US Navy refusa la demande de transporter l'avion par navire au Royaume-Uni pour participer à la Coupe Schneider. Il n'y eut pas d'autre choix que de retirer l'avion de la course. Ce fut la dernière tentative américaine de participer à la Coupe.

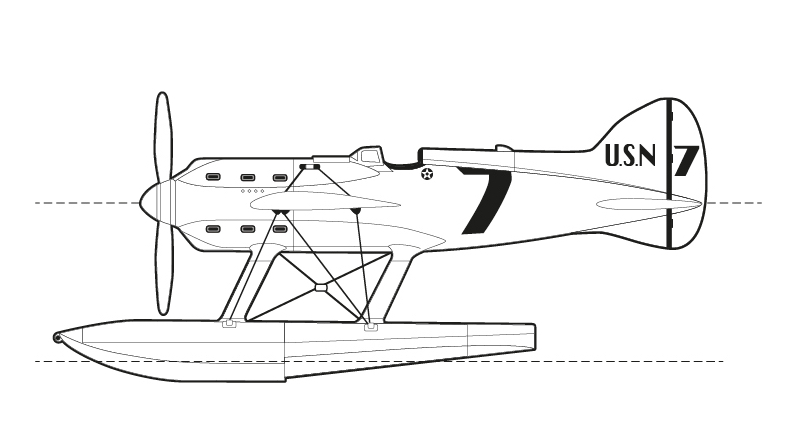
Williams Mercury Racer

## Opérateurs
États-Unis

### Développement connexe
- Kirkham-Williams Racer

### Liste connexe
- Avions de la Coupe Schneider